# Bronhoskopija
Bronhoskopíja je  pregled sapnika in bronhialnega vejevja z bronhoskopom. Bronhoskop je optična naprava za opazovanje notranjosti sapnika in bronhusov, ki omogoča tudi aspiracijo izločkov, odstranjevanje tujkov ter biopsijo.

## Zgodovina
Bronhoskopija je ena najstarejših preiskovalnih metod v pulmologiji. Prvi poseg je opravil Gustav Killian s togim kovinskim instrumentom leta 1897. V Sloveniji so prve preiskave opravili na Golniku; prvo bronhoskopijo s togim bronhoskopom so opravili leta 1952, prvo bronhoskopijo z upogljivim bronhoskopom pa leta 1974.

## Vrste bronhoskopov
V grobem ločimo dve vrsti bronhoskopov:
- togi (neupogljivi ali rigidni) bronhoskop
- upogljivi (fleksibilni) bronhoskop – upogljiva naprava z vlakensko optiko za prenašanje svetlobe in slike, ki omogoča pregled do šeste generacije bronhusov

Togi bronhoskopi se uporabljajo zlasti med operacijskimi posegi, ko je bolnik v splošni anesteziji. Razvoj je usmerjen predvsem v iskanje novih tehnik bronhoskopije z upogljivimi bronhoskopi. Novejše oblike upogljivih bronhoskopov so endobronhialni ultrazvočni bronhoskopi (slika dihalnih poti se ustvari s pomočjo ultrazvoka), fluorescenčni bronhoskopi (uporaba fluorescenčne svetlobe namesto navadne svetlobe pri opazovanju notranjosti dihalnih poti), virtualni bronhoskopi (uporaba tehnike računalniške tomografije).

## Uporaba
Bronhoskopija se uporablja bodisi v diagnostične bodisi terapevtske namene. Diagnostična bronhoskopija se opravlja pri sumu na pljučnega raka, pri ponavljajočih se pljučnicah v istem predelu pljuč, pri atelektazah (kolapsih pljuč), hemoptizah (izkašljevanju krvi), kroničnem kašlju ali kašlju spremenjenega značaja, pri siganju (stridorju – sikajočih in piskajočih šumih pri dihanju) ali piskanju med dihanjem, pri difuznih intersticijskih pljučnih spremembah in pri poškodbah dihalnih poti. Za terapevtske namene se bronhoskopija uporablja za odstranjevanje tumorskih mas, krvi ali tujkov, kar se lažje opravlja skozi široki delovni kanal togega bronhoskopa. Z upogljivim bronhoskopom se opravljajo težavne intubacije in odstranjuje zaostala sluz. Dihalne poti terapevtsko izpirajo z bronhoskopom pri alveolerni proteinozi in redkeje pri astmi.

## Zapleti
Bronhoskopija je varna diagnostična preiskava, ki ni boleča, vendar pa je nekoliko neprijetna, saj povzroča draženje na kašelj. Zapleti so redki in običajno nenevarni. Nekaj ur po preiskavi se lahko pojavi povišana telesna temperatura. To se zgodi pri manj kot 10 % bolnikov, traja nekaj ur in spontano mine. Redko se pojavi bakterijsko vnetje, ki zahteva zdravljenje z antibiotiki. Sledove krvi v izmečku lahko bolnik opazi še dan ali dva po preiskavi, posebno takrat, ko so odvzeti koščki tkiva. Take krvavitve niso nevarne. V primeru izkašljevanja večje količine krvi in bolečin v prsnem košu mora bolnik obiskati izbranega zdravnika. Zelo redko pride do vdora zraka v prsno votlino – pnevmotoraksa. Pojavi se lahko tudi prehodna hripavost. Zapleti v delovanju srca so izjemno redki.